# 蛋白脆饼

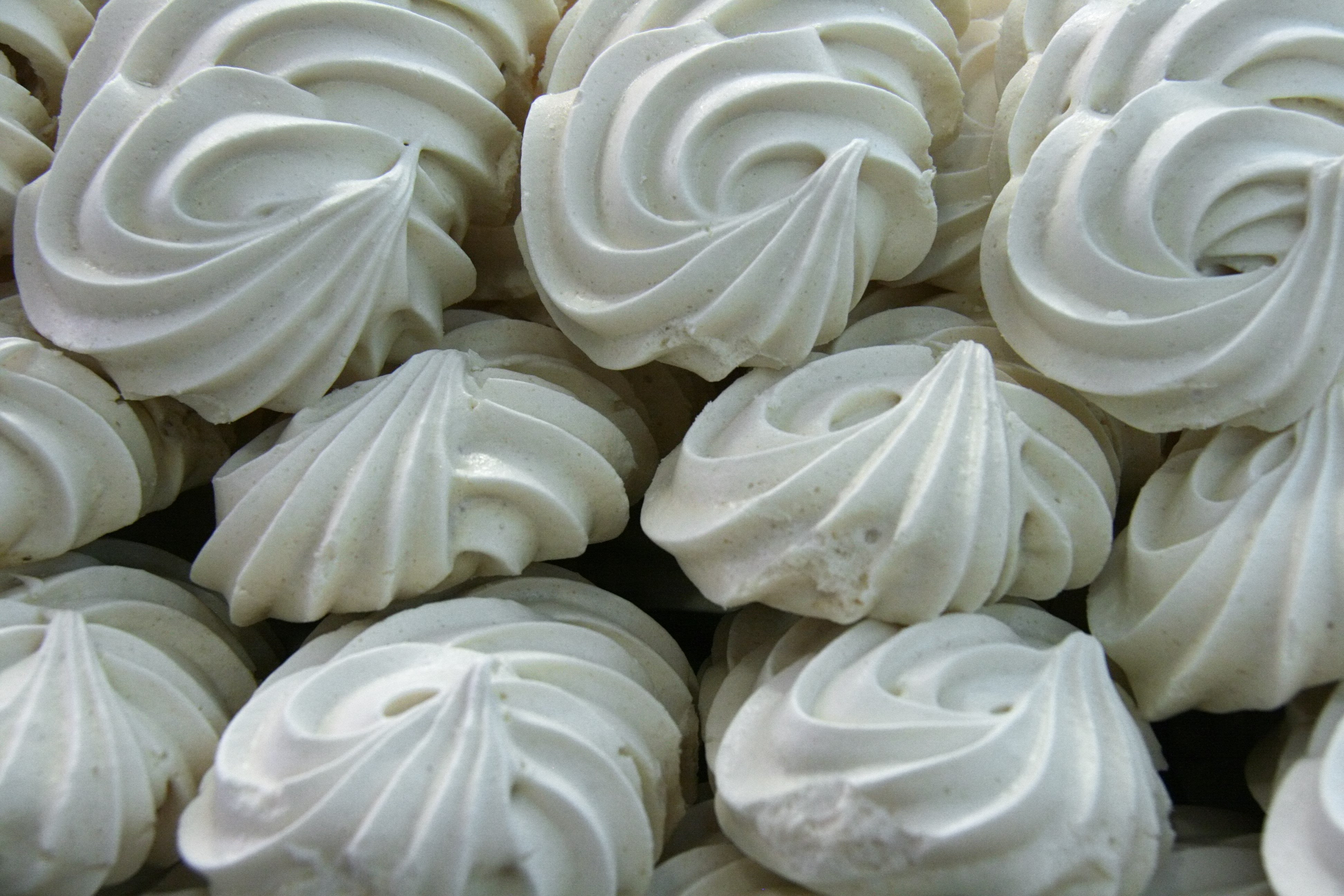
蛋白脆饼

蛋白脆饼（法語：Meringue）是一种泡沫蛋糕甜点，经常与法國或瑞士烹饪法互相关联。它的口感清淡，轻快并甘甜。主要通过搅拌蛋白和白糖而制成，蛋白脆饼也可以根据不同菜色变化而加入塔塔粉，醋和沸腾的糖浆。

## 历史
蛋白脆饼号称发明于瑞士的迈林根小镇，并随后在十八世纪意大利厨师Gasparini手下完善。但是这是一个具有争议的历史。
在牛津英语词典中，“Meringue”（蛋白脆饼英文）是一个法国词语，具有未知的来源。这个词语在François Massialot 1692年出版的菜谱中第一次正式出现。
Elinor Fettiplace 女士在1604年出版的烹饪书具有称为“白色饼干面包”的甜点，其做法和外表与蛋白脆饼十分相似。同样，Rachel Fane女士的烹饪书中称为“pets”的甜点也与蛋白脆饼的制作方式和形状也十分相似。如今，慢式烘焙的蛋白脆饼仍在法国卢瓦尔地区称为 “pets”因为它们的轻巧和蓬松的质地 。

## 种类
制作蛋白脆饼有很多种不同的方式。比如说，加甜的，有蛋清打出来的在漂浮孤岛（英文Floating Island，法文île flottante）中的“岛”，与部分烤熟的柠檬蛋白派和类似的蛋白西点，以及经典的轻盈蛋白脆饼最后的样式都非常不同。不同的制作方式能做出不同种类的蛋白脆饼。
- 法式：这是最流行的制作蛋白脆饼的方式。通过将细白砂糖搅拌进蛋白而做出。
- 意式：这种方式最常用于点心例如柠檬蛋白派和熟烤阿拉斯加。将沸腾的糖浆搅拌进蛋白，所制作出的脆饼会十分稳定柔软，不容易垮塌。
- 瑞式：脆饼在双锅炉中加热后再搅拌蛋白，然后再稳当地一直搅拌直到蛋白完全冷却。烘烤后地脆饼将会形成一种稠密，光滑和棉花糖形状的蛋白脆饼。

## 化学原理

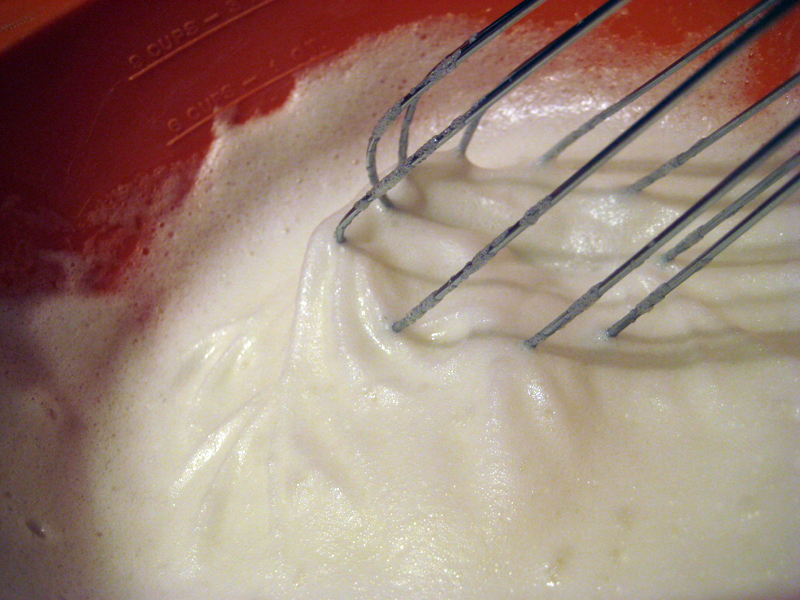
制作蛋白脆饼时需要不停地搅拌蛋白

蛋白脆饼搅拌以后在化学原理中具有变性的效果。当蛋白被搅拌后，部分卵清蛋白中的氢气键会被打断，导致蛋白质被展开。是这种化学结构的变化导致蛋白脆饼著名的僵硬顶端。蛋白脆饼的制作具有三个阶段，通过搅拌蛋白时掀起搅拌机后顶端的样子来判定：柔软，坚硬和僵硬。蛋白和白砂糖都是吸湿和吸水性的化学品。因此，蛋白脆饼在冰箱或高湿度环境下会变得潮湿。

## 作用

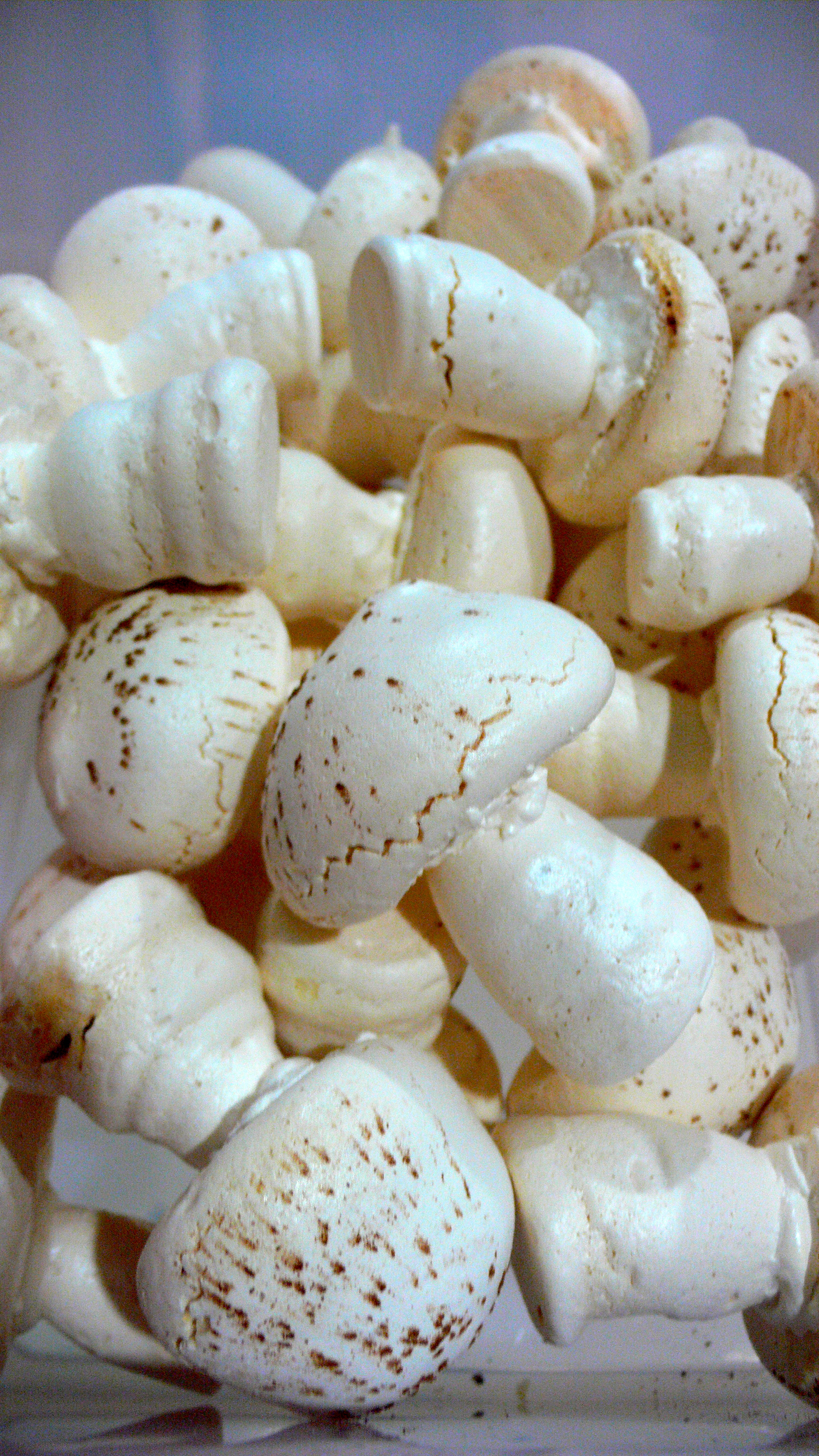
蛋白脆饼蘑菇

蛋白脆饼可以直接食用，但在密封保存盒中至少可以储藏一个星期。蛋白脆饼需要在烤箱中烘焙很长时间，因此得到了“忘却的饼干”这个别称。这个甜点不应该变成黄褐色，但是蛋白脆饼应该具有干脆的外表。蛋白脆饼也制作很多其他不同样式的甜点的基础材料，例如柠檬蛋白派、Eton’s mess、天使蛋糕、帕夫洛娃、女王的布丁、熟烤阿拉斯加和墨西哥莱檬派都需要这个甜点为原料。从装饰的角度，蛋白脆饼可以被塑造成各种各样的形状，例如照片中的蘑菇形状。有一种特殊的做法通过利用一个糕点袋来挤出一个形状近似篮子的蛋白脆饼，烘烤后变得干脆以后加入蛋糕，水果或鲜花作为点缀。

## 营养成分
蛋白脆饼是一种不含脂肪的甜点，因为即使少量的脂肪都会导致蛋白的倒塌，不会形成最后的蛋白脆饼。蛋白脆饼主要的营养成分为蛋白中的高质量蛋白质和细白砂糖中的简单碳水化合物。